# Salticus fulvounilineatus
Salticus fulvounilineatus är en spindelart som beskrevs av Lucas 1846. Salticus fulvounilineatus ingår i släktet Salticus och familjen hoppspindlar. Inga underarter finns listade i Catalogue of Life.